# Aleksandr Jakovlev (politicus)
Aleksandr Nikolajevitsj Jakovlev (Russisch: Александр Николаевич Яковлев) (Korolevo, 2 december 1923 - Moskou, 18 oktober 2005) was een Russisch econoom, die van 1987 tot 1990 lid was van het Politbureau van de Communistische Partij van de Sovjet-Unie. Hij wordt beschouwd als de bedenker van de glasnost en de perestrojka.
In de Tweede Wereldoorlog diende Jakovlev in het Rode Leger. Nadat hij in 1944 lid was geworden van de Communistische Partij, werd hij al spoedig het hoofd van de afdeling Propaganda van de Partij. Een van zijn belangrijkste taken was het rechtpraten van de inval van het Warschaupact in Tsjechoslowakije in 1968, waarmee een einde werd gemaakt aan de Praagse Lente. Deze positie zou Jakovlev houden tot 1973, toen hij werd weggepromoveerd tot ambassadeur in Canada, omdat hij een kritisch artikel had geschreven over antisemitisme in de Sovjet-Unie.
In mei 1983 begeleidde hij Michail Gorbatsjov op diens tour door Canada, waarbij zij bespraken dat ze allebei het communisme zouden willen veranderen. Twee weken later werd Jakovlev door toedoen van Gorbatsjov teruggeroepen naar Moskou, waar hij een belangrijke positie kreeg. Nadat Gorbatsjov in 1985 Secretaris-Generaal werd, werd Jakovlev een van zijn belangrijkste adviseurs. Jakovlev begeleidde Gorbatsjov bij diens topontmoetingen met de Amerikaanse president Ronald Reagan. In de binnenlandse politiek was hij een architect van de glasnost, de openheid. Hij was verantwoordelijk voor wat de kranten publiceerden en gaf hen de ruimte om te schrijven over het Molotov-Ribbentroppact en over de werkelijke toedracht van de massamoord op het Poolse officierscorps bij Katyn. Hij maakte zo de geesten rijp voor hervormingen.
Tijdens de revolutie in augustus 1991 werd Jakovlev door conservatieve communisten uit de Partij gezet. Hij sloot zich daarop aan bij het democratische verzet tegen deze revolutie.
In de jaren daarna was Jakovlev het hoofd van de Presidentiële Commissie voor de Rehabilitatie van Slachtoffers van Sovjet Onderdrukking. In deze functie bepleitte hij dat Rusland verantwoording moest afleggen over deze daden en uitte hij regelmatig kritiek op president Vladimir Poetin, vanwege diens beperkende maatregelen op het gebied van de democratie.